# اویانکا هولدینگ

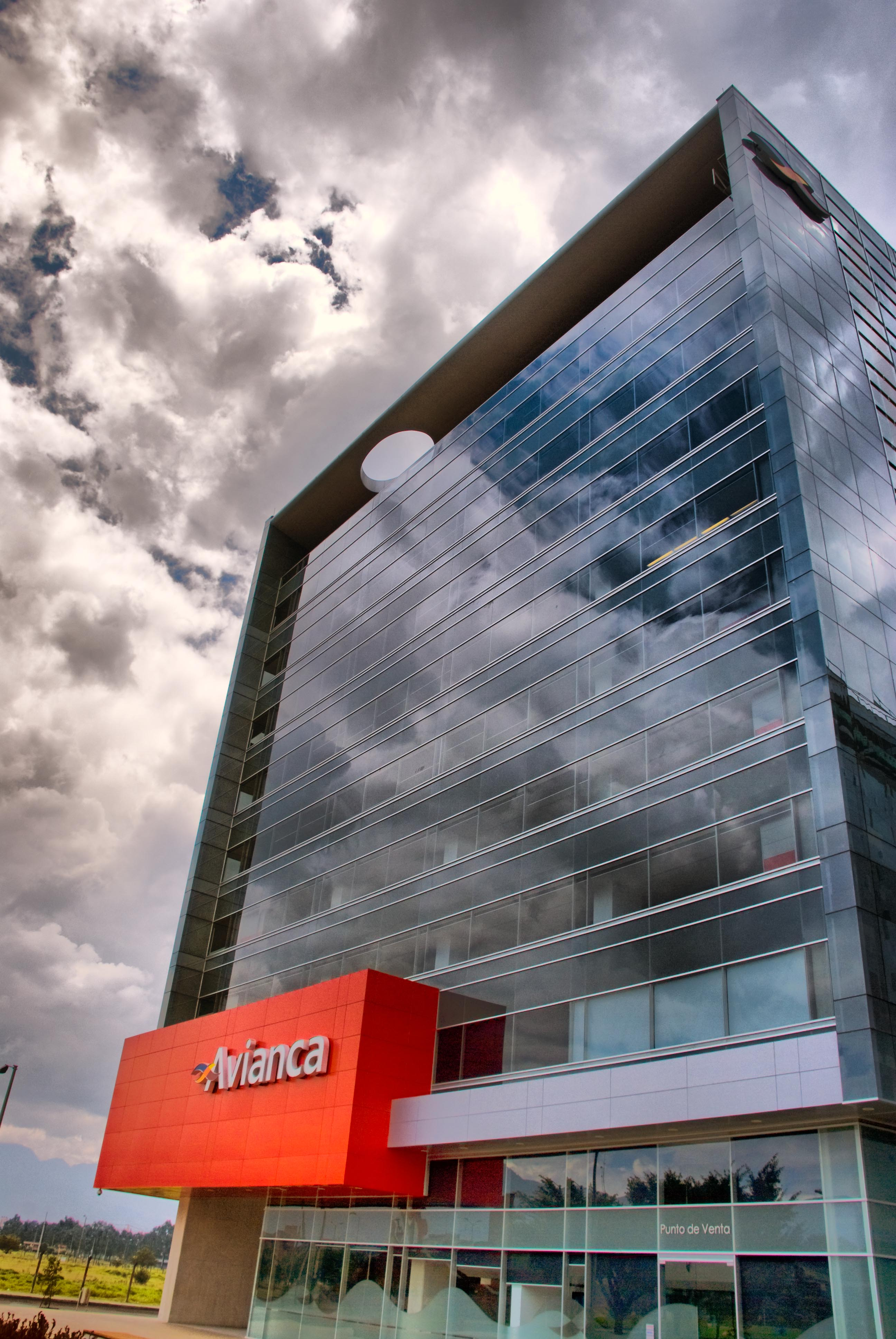
ساختمان دفتر مرکزی اویانکا هولدینگ

اویانکا هولدینگ (به انگلیسی: Avianca Holdings) شرکت هلدینگ هواپیمایی کلمبیایی است، که در زمینه مدیریت شرکت‌های هواپیمایی، باربری هوایی و ارائه خدمات عملیات نگهداری و تعمیرات هواپیماهای مسافربری و هواپیماهای باری فعالیت می‌کند.
شرکت اویانکا هولدینگ در سال ۲۰۱۰ با ادغام چندین شرکت هواپیمایی مستقر در آمریکای لاتین، توسط جرمن افرومویچ و به‌عنوان شرکت تابعه گروه برزیلی سینرژی گروپ تأسیس شد.
دفتر مرکزی این شرکت در شهر بوگوتا، کلمبیا قرار دارد و بخشی از سهام آن در بازارهای بورس نیویورک و بورس کلمبیا معامله می‌شود.
شرکت اویانکا هولدینگ در حال حاضر مالک شرکت‌های: اویانکا، اویاتکا، اویانکا پرو، اویانکا السالوادور، اویانکا کاستاریکا، اویانکا اکوادور، اویانکا هندوراس، اویانکا برزیل و اویانکا نیکاراگوئه می‌باشد.